# Tolowa (langue)
Cet article concerne la langue tolowa. Pour le peuple tolowa, voir Tolowa.
Le tolowa (ou chetco-tolowa) est une langue athapascane du groupe de la côte pacifique, parlée traditionnellement par les Tolowa et les Chetco, principalement au nord-ouest de la Californie mais aussi au sud de l’Oregon. Elle est quasi éteinte en tant que langue maternelle, mais un programme de revitalisation de la langue existe depuis les années 1960.

## Écriture
Le tolowa a été écrit avec un alphabet Unifon modifié dans les années 1970 et 1980. En 1993, le Practical Alphabet est adopté.